# Polynema stupendum
Polynema stupendum är en stekelart som beskrevs av Girault 1938. Polynema stupendum ingår i släktet Polynema och familjen dvärgsteklar. Inga underarter finns listade i Catalogue of Life.